# Ho.
ho., también conocida como ho-mobile, es un servicio de telefonía móvil ofrecido por VEI S.r.l., un operador virtual de telefonía móvil (ESP MVNO) italiano.
Se trata del operador de bajo coste de Vodafone Italia.

## Cobertura
ho. se apoya en la red Vodafone, utilizando también la tecnología 4G, con restricciones de velocidad según el plan de tarifas suscrito; en efecto, las SIM activadas desde el 1 de agosto de 2018, a diferencia de las anteriores que se limitaron a 60 Mbit/s en descarga y 52 Mbit/s en subida, se limitan en velocidades de datos a 30 Mbit/s tanto en descarga como en subida.